# رود اینگودا
رود اینگودا (مغولی: Ингэдэй) یک رودخانه در سرزمین زابایکالسکی کشور روسیه است.